# Wilczypieprz

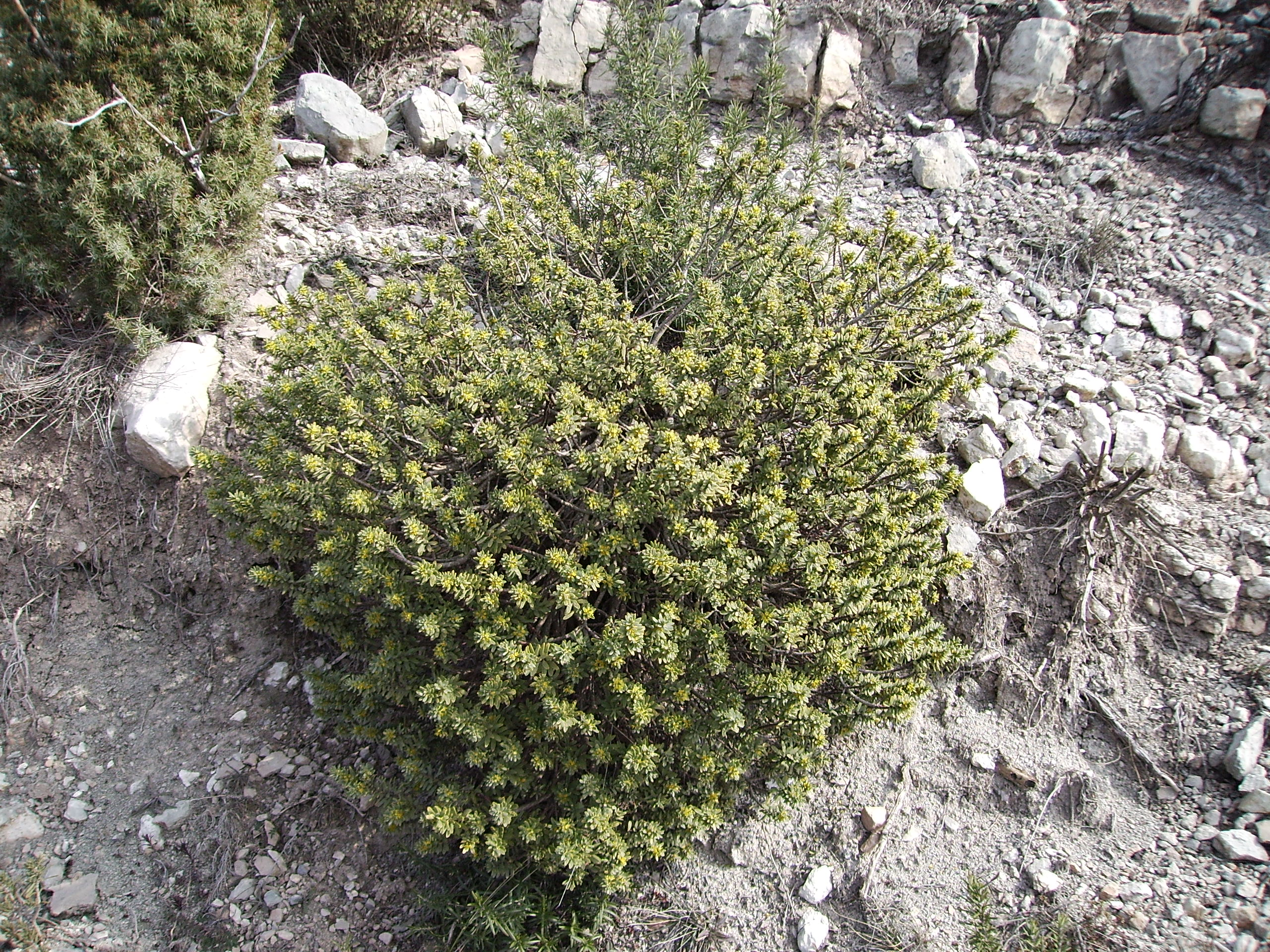
Thymelaea tinctoria

Wilczypieprz (Thymelaea Mill.) – rodzaj roślin z rodziny wawrzynkowatych (Thymelaeaceae). Według The Plant List w obrębie tego rodzaju znajdują się co najmniej 34 gatunki o nazwach zweryfikowanych i zaakceptowanych, podczas gdy kolejnych 14 taksonów ma status gatunków niepewnych (niezweryfikowanych). Występuje naturalnie w klimacie umiarkowanym półkuli północnej, w południowej, środkowej i wschodniej Europie, północnej Afryce i południowo-zachodniej oraz środkowej Azji, poza tym introdukowane do południowej Australii i Ameryki Północnej. W Polsce w naturze spotykany jest tylko wilczypieprz roczny (Thymelaea passerina).

## Morfologia
PokrójRośliny jednoroczne, rzadziej półkrzewy lub krzewy, w górnej części silnie rozgałęzione, osiągające do 6 m wysokości. Pędy nagie lub rzadko owłosione.
LiścieSkrętoległe, skupione za młodu i często wówczas przylegające do łodygi, krótkoogonkowe lub siedzące. Blaszki równowąskie i równowąsko-lancetowate.
KwiatyRozwijają się pojedynczo lub w pęczkach w szczytowej części pędu w kątach liści, siedzące lub krótkoogonkowe. Kwiaty czterokrotne, jedno- lub obupłciowe. Działki kielicha trwałe, żółtawe i żółtawo-zielone. Płatki korony zredukowane. Pręcików 8, w dwóch okółkach. Zalążnia jednokomorowa, szyjka słupka krótka, znamię główkowate, brodawkowate.
OwoceTorebki, początkowo zielone, potem czerniejące, zamknięte w trwałym hypancjum i kielichu.

## Systematyka
HomonimyThymelaea Adanson = Daphne L.
Pozycja systematyczna według APweb (aktualizowany system APG IV z 2016)Rodzaj z plemienia Daphneae, podrodziny Thymelaeoideae, rodziny wawrzynkowatych Thymelaeaceae, będącej jedną ze starszych linii rozwojowych rzędu ślazowców, kladu różowych (rosids) w obrębie okrytonasiennych (Magnoliophyta ).
Pozycja rodzaju w systemie Reveala (1993-1999)Gromada okrytonasienne (Magnoliophyta Cronquist), podgromada Magnoliophytina Frohne & U. Jensen ex Reveal, klasa Rosopsida Batsch, podklasa ukęślowe (Dilleniidae Takht. ex Reveal & Tahkt.), nadrząd Malvanae Takht., rząd wawrzynkowce, podrząd Thymelaeinae Willk., rodzina wawrzynkowate (Thymelaeaceae Juss.), podrodzina Thymelaeoideae Burnett, plemię Thymelaeae Endl., rodzaj wilczypieprz (Thymelaea Mill.).
Lista gatunków
- Thymelaea antiatlantica Maire
- Thymelaea argentata (Lam.) Pau
- Thymelaea aucheri Meisn.
- Thymelaea broteriana Cout.
- Thymelaea bulgarica Cheshm.
- Thymelaea calycina (Lapeyr.) Meisn.
- Thymelaea cilicica Meisn.
- Thymelaea × conradiae Aboucaya & Medail
- Thymelaea coridifolia (Lam.) Endl.
- Thymelaea dioica (Gouan) All.
- Thymelaea gattefossei Kit Tan
- Thymelaea granatensis (Pau) Lacaita
- Thymelaea gussonei Boreau
- Thymelaea hirsuta (L.) Endl.
- Thymelaea lanuginosa (Lam.) Ceballos & C.Vicioso
- Thymelaea lythroides Barratte & Murb.
- Thymelaea mesopotamica (C.Jeffrey) B.Peterson
- Thymelaea microphylla Meisn.
- Thymelaea myrtifolia (Poir.) D.A.Webb
- Thymelaea nitida (Vahl) Endl.
- Thymelaea passerina (L.) Coss. & Germ. – wilczypieprz roczny
- Thymelaea procumbens A.Fern. & R.Fern.
- Thymelaea pubescens (L.) Meisn.
- Thymelaea putorioides Emb. & Maire
- Thymelaea ruizii Loscos ex Casav.
- Thymelaea salsa Murb.
- Thymelaea sanamunda All.
- Thymelaea sempervirens Murb.
- Thymelaea subrepens Lange
- Thymelaea tartonraira (L.) All.
- Thymelaea tinctoria (Pourr.) Endl.
- Thymelaea villosa (L.) Endl.
- Thymelaea virescens Meisn.
- Thymelaea virgata (Desf.) Endl.